# Bradáč (reliéf)
Jako Bradáč se označuje kamenný basreliéf hlavy vousatého muže, který se nachází ve stěně navigace pod Křižovnickým náměstím v Praze na Starém Městě. Podle legendy znázorňuje prvního italského stavitele Juditina mostu z 12. století, jehož součástí basreliéf původně byl. Tento reliéf Pražanům slouží po staletí jako vodoměrná značka – znamení příchodu velké vody. Pokud se hladina Vltavy dotkne jeho vousů, je čas zahájit evakuaci Starého Města.

## Historie

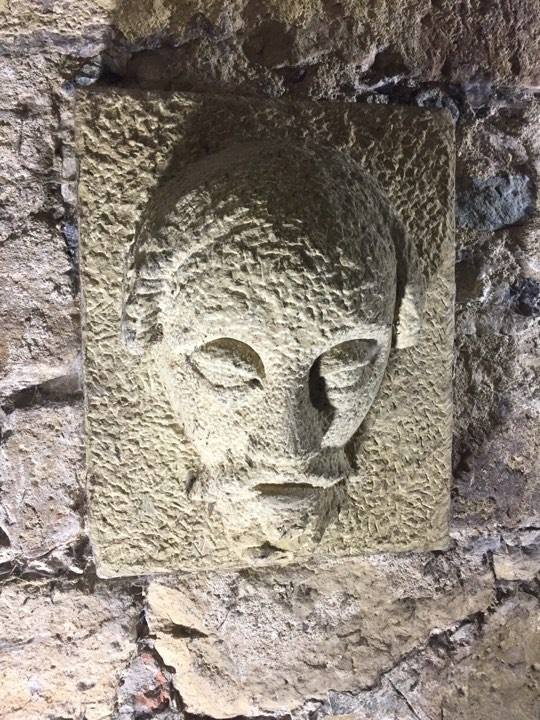
Kopie Bradáče osazená na přístavišti Pražských Benátek

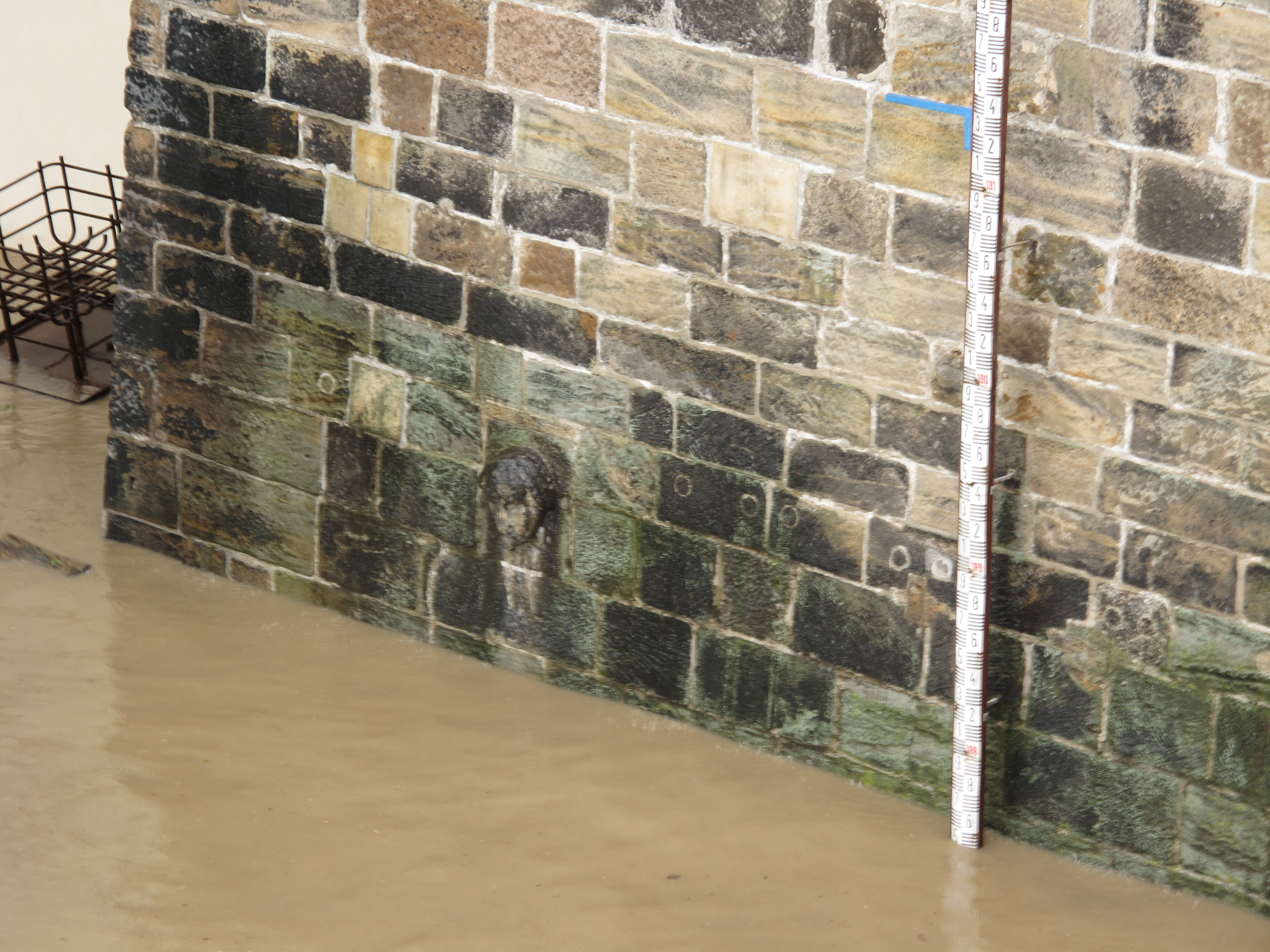
Bradáč při povodni v roce 2013

Basreliéf Bradáče byl původně umístěn na prvním oblouku Juditina mostu. V souvislosti s přestavbou dnešního Křižovnického náměstí roku 1848 byl ale přenesen a zabudován do břehové stěny tohoto náměstí; došlo totiž k zakrytí prvního oblouku Juditina mostu. Na podzim roku 2005 byla akademickým sochařem Petrem Váňou zhotovena replika a slavnostně umístěna na původní oblouk Juditina mostu. Při slavnostní ceremonii replice požehnal 47. velmistr řádu křižovníků s červenou hvězdou Jiří Kopejsko.
K novému reliéfu Bradáče se lze dostat průchodem mezi bílou budovou řádu křižovníků s červenou hvězdou a stěnou náměstí. Nachází se napravo od dřevěných schodů vedoucích na molo společnosti Pražské Benátky.